# Cracolandia

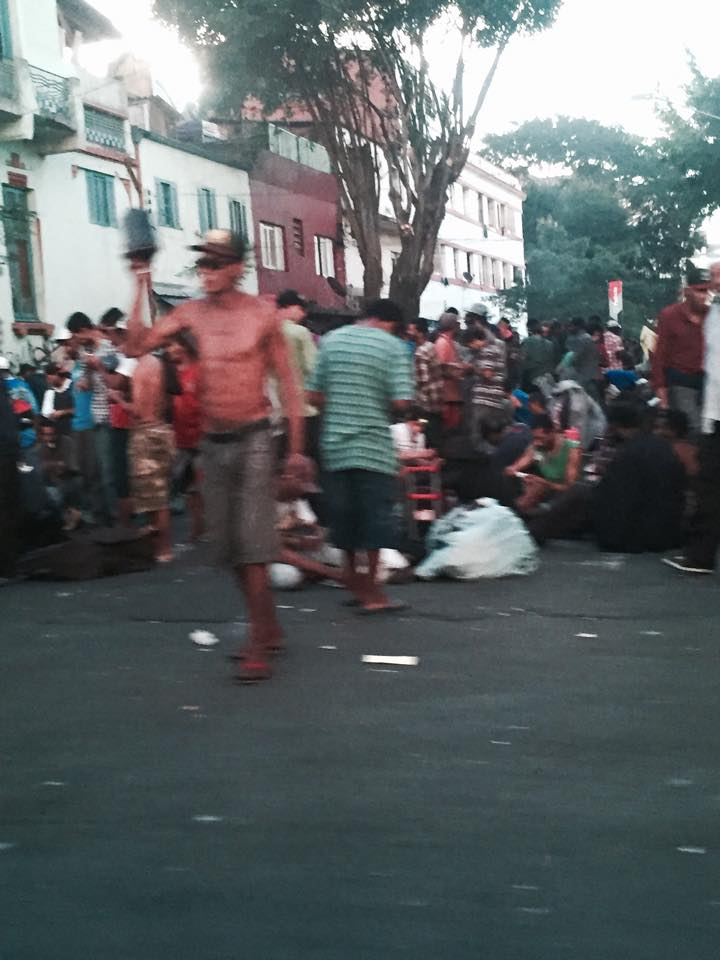
Foto tomada en la calle Dino Bueno en Cracolandia en junio de 2015.

Cracolandia (en portugués: Cracolândia, palabra derivada de crack, crack+lândia = "tierra del crack") es la denominación popular para una población de personas en situación de calle, aproximadamente 1,680 individuos en su mayoría adictos y traficantes de crack, que acostumbra ocupar una determinada área de la zona central de la ciudad de São Paulo, Brasil.
La muchedumbre suele instalarse en las inmediaciones de las avenidas Duque de Caxias, Ipiranga, Rio Branco, Cásper Líbero, rúa Mauá, la estación Julio Prestes, la alameda Dino Bueno y la Plaza Princesa Isabel, zonas donde históricamente se desarrolló una intensa actividad de venta de drogas y prostitución. Se ubica más propiamente en la "Praça do Cachimbo" (esquina de la rua Helvetia con la Alameda Cleveland, contigua a la estación Julio Prestes) en el barrio de Campos Elíseos y coincide parcialmente con la zona de Boca do Lixo y el barrio de Luz.
Son alrededor de siete manzanas de edificios de viviendas en donde cohabitan en las calles alrededor de 2000 personas.

## Historia
Los primeros adictos y traficantes aparecieron a inicios de la década de los 90 en el barrio de Luz, en el centro de la ciudad.Con el pasar de los años, con el aumento de la concentración de usuarios y el discurso de la droga como enemigo público y amenaza social, el lugar pasó a denominarse Cracolândia.
En 2007, la alcaldía de São Paulo, bajo la administración de Gilberto Kassab del DEM, lanzó un programa llamado Nova Luz para promover la reconfiguración y recategorización del área. Entre las medidas propuestas, se destaca la exención fiscal referida al Imposto sobre a Propriedade Predial e Territorial Urbana (IPTU), que tiene como objetivo incentivar la renovación de las fachadas de inmuebles con valor de mercado inferior a 300 mil reales. Los críticos del programa, sin embargo, señalaron su carácter 'higienista', señalando que la recuperación de edificios, plazas, parques y avenidas no fue acompañada de acciones dirigidas a los colectivos más vulnerables que viven o trabajan en la zona - quienes están siendo expulsados sumariamente. Se saca a las personas sin hogar, se dificulta el trabajo de los recolectores de material reciclable, y los consumidores de crack y otras sustancias (muchos de ellos niños y adolescente), al no poder reunirse en el lugar, se ven obligados a deambular por los barrios vecinos, en grupos, sin rumbo fijo.
En enero de 2012 se intentó desmantelar la red de consumo en Cracolandia a través del desalojo en una intervención policial con balas de goma y bombas lacrimógenas. El intento falló generando que se multiplicasen los puntos de venta y los detenidos desarrollarán relaciones con otros criminales en la cárcel con los cuales establecieron redes con los proveedores de crack.
El alcalde Fernando Haddad implementó durante su mandato en 2014 el programa Braços Abertos (Brazos abiertos) buscando reducir la población de adictos a través del ofrecimiento de empleo, alimentos y alojamiento sin la condición de dejar su consumo de drogas. El programa fue reconocido por las Naciones Unidas y la Organización Panamericana de la Salud.
Numerosas personalidades, ONGs y organismos internacionales, solidarios, religiosos o humanitarios han intentado ayudar en la región por treinta años. 

## Ayuda humanitaria en la zona
El movimiento Craco Resiste es uno de los principales colectivos con presencia en la región, enfocándose en la denuncia de la violencia estatal y la defensa de los derechos humanos. Además de actividades de cultura y recreación, han organizado eventos como el “Seminário Cracolândia em Emergência: Caminhos e Ações” y han documentado abusos cometidos por fuerzas de seguridad.
El psiquiatría y activista Flavio Falcone lleva desde 2014 actuando, vestido de payaso por las calles y  en compañía de varios voluntarios buscando ayudar a los hombres y mujeres toxicómanos a salir adelante a través de su colectivo TTT: un techo, un trabajo, un tratamiento.
En mayo de 2017, numerosas organizaciones de la sociedad civil presentaron un llamado urgente a cuatro relatores de la ONU (especialistas en salud, detención arbitraria, vivienda y tortura)  solicitando aclaraciones a Brasil sobre la situación policial en torno a Cracolândia.